# Fritös

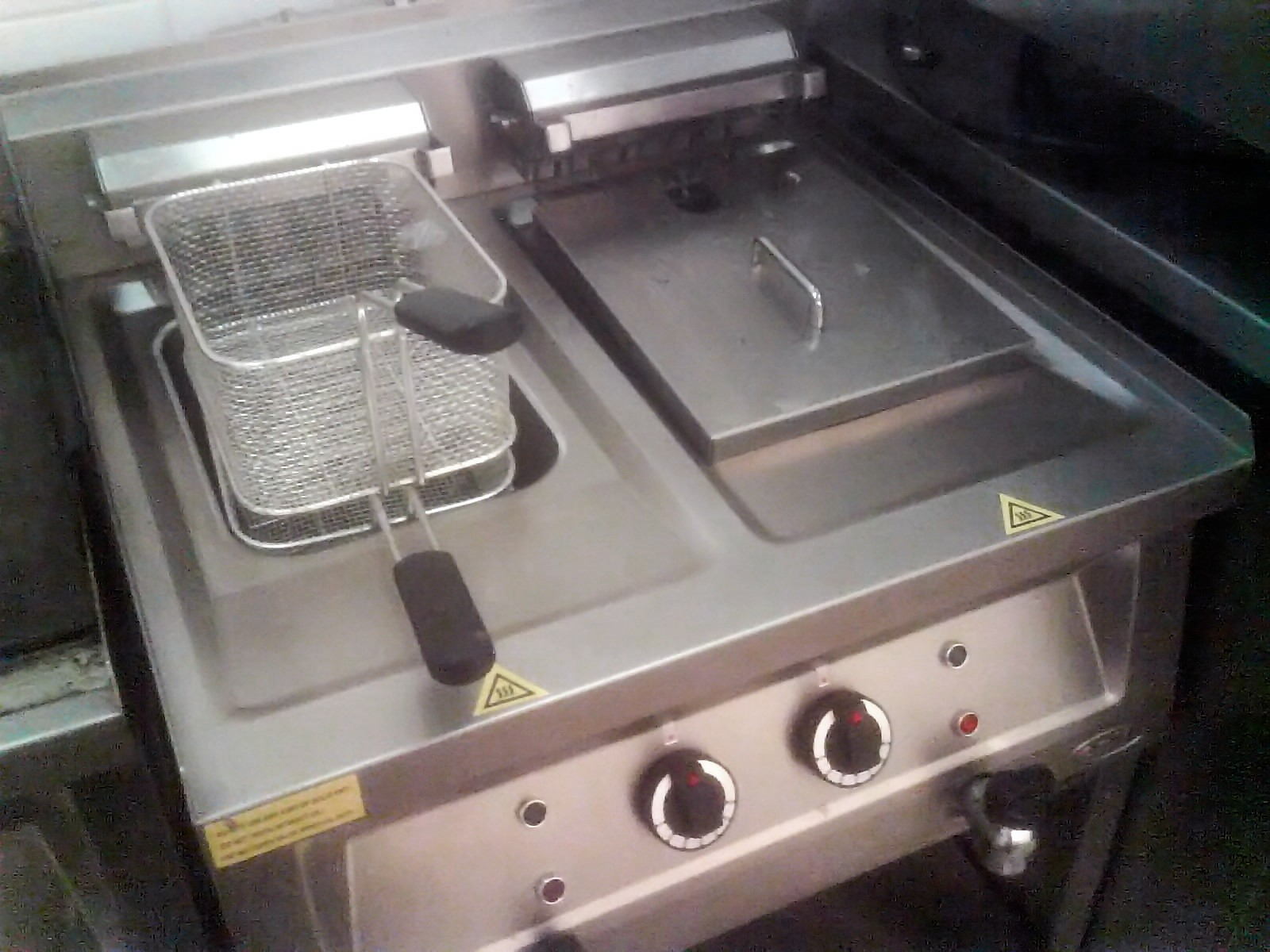
Fritös vanlig i restaurangbranschen.

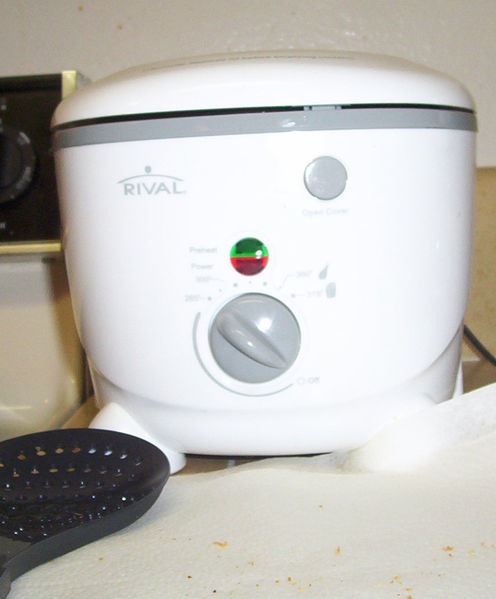
Fritös för hemmabruk.

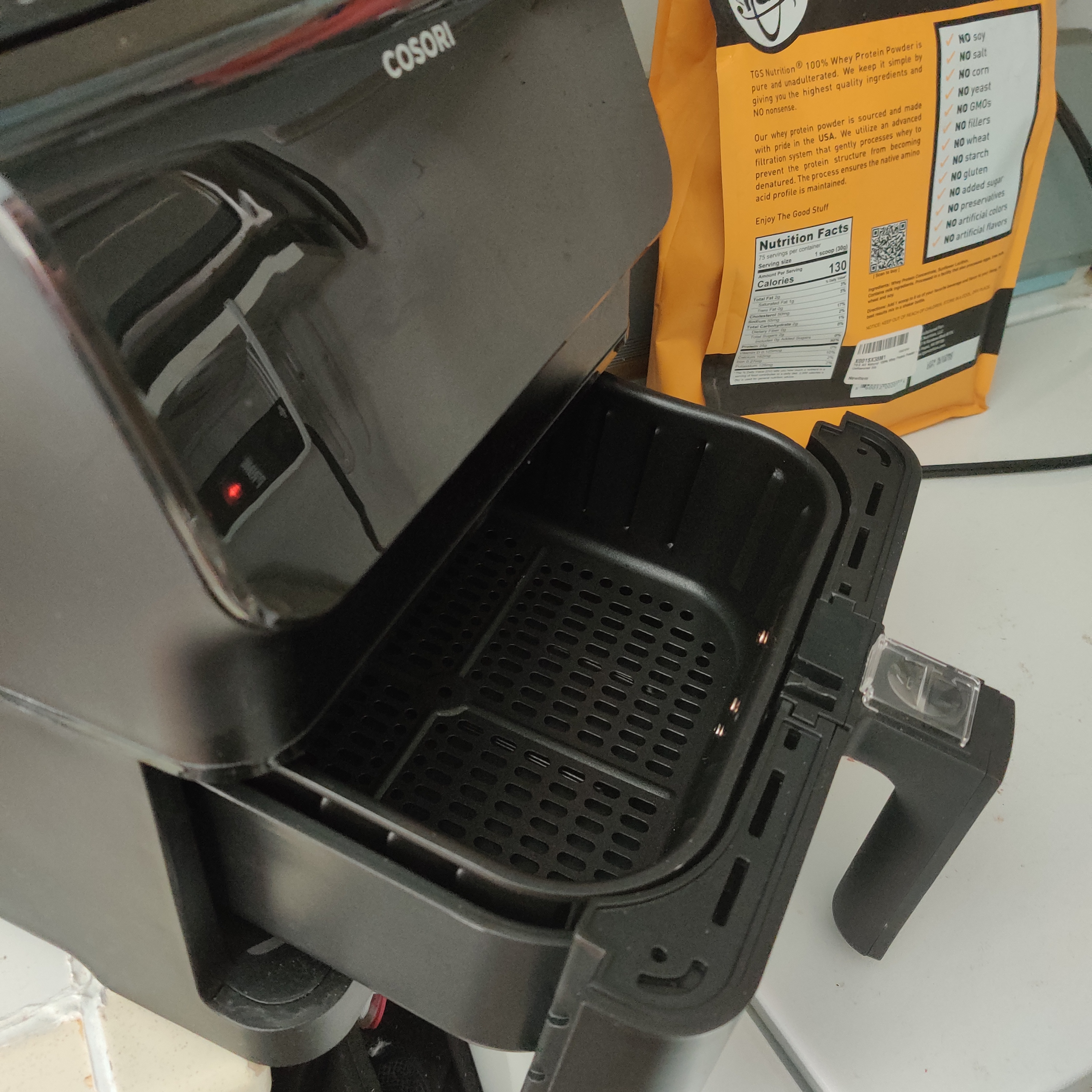
En varmluftsfritös.

Fritös är ett köksredskap för att fritera mat. Det finns två vanliga typer: Den äldre fritösen där rikligt med olja hettas upp och en nyare varmluftsfritös som använder sig av varm luft och inte kräver olja.
I den klassiska fritösen sänks en korg av metall ner i ett tråg av olja som håller en temperatur på 140-200 °C.
Fritöser är vanliga i restaurangkök men finns även i mindre format för hemmabruk. Felaktigt hanterade utgör de en säkerhetsrisk, eftersom olja lätt fattar eld.
Ordet fritös är belagt i svenska språket från år 1954.

## Airfryer / varmluftsfritös
I en varmluftsfritös eller airfryer skjuts ofta korgen in vågrätt i apparaten. Mycket het luft omringar livsmedlet som blir krispigt. Det är inte nödvändigt att använda olja i den, men man kan använda lite olja för att exempelvis förhöja smaken.
Varmluftsfritöser är mycket mångsidiga och kan användas för att tillaga en rad olika maträtter med mindre olja än traditionella fritöser. Några vanliga användningsområden inkluderar: 
- Fritering: Klassiska friterade rätter som pommes frites
- Grillning: Kött, grönsaker och fisk
- Bakning: Bröd, muffins och andra bakverk
- Rostning: Nötter och frön